# 아마조니아 (영화)
아마조니아(Schiave Bianche: Violenza In Amazzonia, White Slave, Forest Slave)는 이탈리아에서 제작된 로이 가레트 감독의 1985년 모험, 드라마, 공포, 멜로/로맨스 영화이다. 엘비레 오드라이 등이 주연으로 출연하였다.

## 출연

### 주연
- 엘비레 오드라이
- 윌 곤잘레즈
- 딕 마셜
- 앤드리아 코폴라
- 딕 캠벨

### 조연
- 엘머 버넌
- 그레이스 윌리엄스

## 같이 보기
- 식인 영화